# Pachycephala arctitorquis
Sibilante-da-wallacea ou assobiadeira-coleirinha (Pachycephala arctitorquis) é uma espécie de ave da família Pachycephalidae.
É endémica da Indonésia.
Os seus habitats naturais são: florestas subtropicais ou tropicais húmidas de baixa altitude e florestas de mangal tropicais ou subtropicais.